# Zainsk
Zainsk (ryska Заи́нск, tatariska Зәй/Zäy) är en stad i Tatarstan i Ryssland. Folkmängden uppgick år 2015 till cirka 41 000 invånare.